# Gil de Ferran

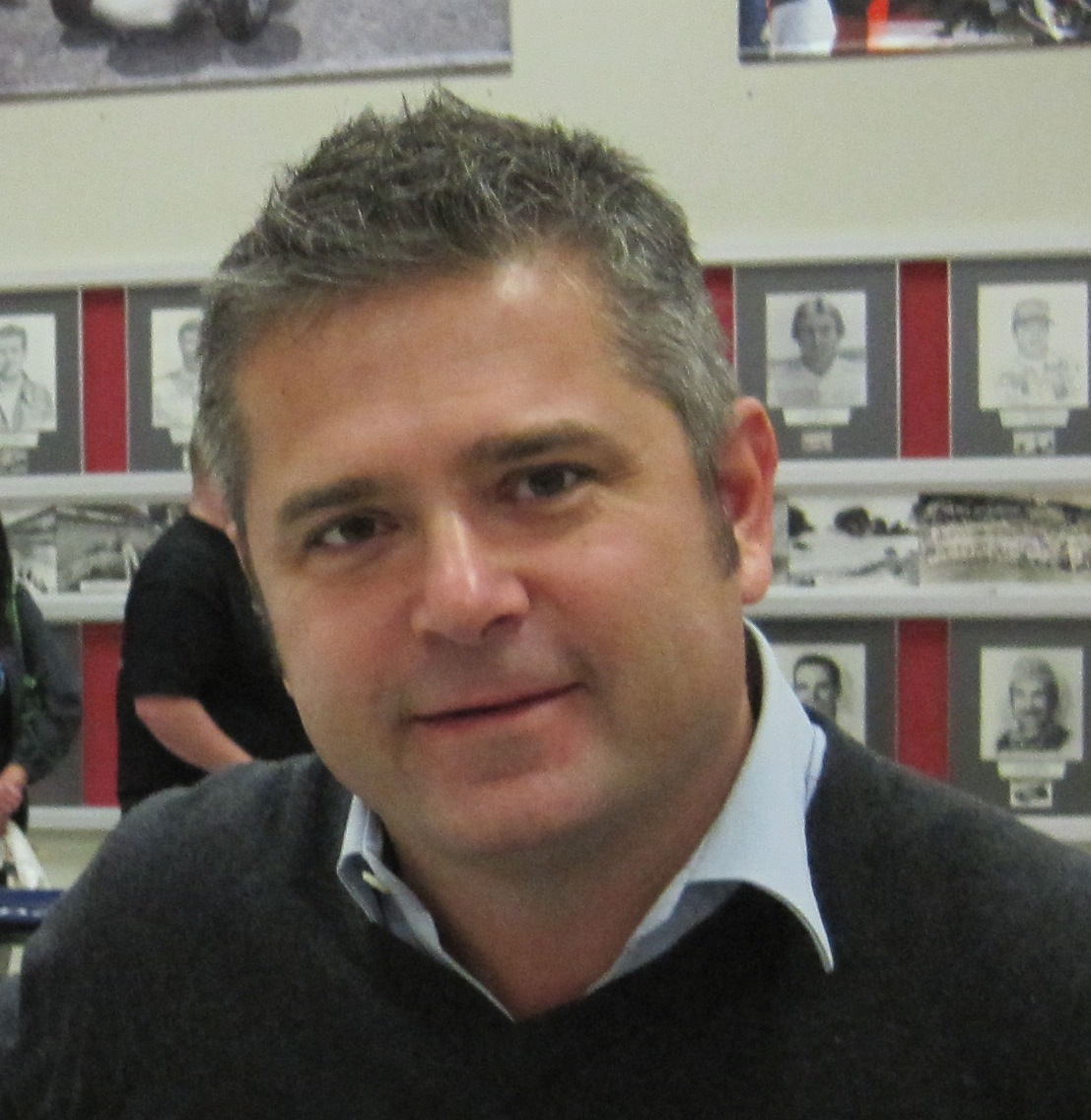
Gil de Ferran, 2011

Gil de Ferran (Parijs, 11 november 1967 – Opa-locka (Florida), 29 december 2023) was een Braziliaans autocoureur. Hij werd Champ Car-kampioen in 2000 en 2001 en won de Indianapolis 500 in 2003. 
Hij werd geïnspireerd door het succes van Emerson Fittipaldi en begon zijn racecarrière in de karting in de vroege jaren 80. Hij ging in 1987 in de Formule Ford rijden en in 1991 stapte hij over naar de Formule 3. De Ferran won het Brits Formule 3-kampioenschap in 1992 en pakte zeven overwinningen. Hij ging hierna rijden voor Paul Stewart Racing in de Formule 3000. Hij werd vierde in 1993 en derde in 1994.
Eind 1994 werd de Ferran uitgenodigd voor een test bij het Champ Car-team van Jim Hall. Ondanks het feit dat hoofdsponsor Pennzoil bezorgd was dat de Ferran geen grote naam was, kreeg hij toch een zitje in het team voor het seizoen 1995. De Ferran nam dit aan omdat er geen Formule 1-team interesse had in zijn diensten.
De Ferran won de "Rookie Of The Year"-award door een veertiende plaats in het eindklassement. Hij won hetzelfde jaar zijn eerste race in Laguna Seca. Het jaar erna deed de Ferran constant mee voor de ereplaatsen maar scoorde slechts één overwinning, in Cleveland. Het was de laatste overwinning voor het team van Jim Hall. Ondanks geruchten dat hij voor Stewart Grand Prix zou gaan rijden, bleef hij in 1997 in de Verenigde Staten bij het Derrick Walker/Valvoline-team.
Hij werd in 1997 tweede achter Alex Zanardi nadat hij tien keer in de top-10 geëindigd was maar wist geen enkele race te winnen. In Portland werd hij tweede achter Mark Blundell, de race die beslist werd met het kleinste verschil ooit in de Champ Car. In 1998 was hij door een onbetrouwbare wagen, foutjes en ondermaatse Goodyear-banden in vergelijking met de Firestone's zorgde ervoor dat hij slechts twaalfde werd in het algemeen klassement, zonder overwinning.
1999 zorgde voor de doorbraak toen de Ferran Juan Pablo Montoya versloeg in Portland na zijn eerste overwinning sinds midden-1996. Het was ook de eerste overwinning sinds 1995 voor het team van Derrick Walker. Dat betekende wel het eind van een tijdperk aangezien Goodyear en Valvoline allebei de Champ Car verlieten eind 1999. De Ferran ging voor Penske Racing rijden in 2000, normaal samen met Greg Moore. Na zijn dodelijk ongeval in de laatste race van 1999 werd hij teammaat van Hélio Castroneves.
De jaren bij Penske zorgden eindelijk voor succes: de Ferran won twee Champ Car-titels en won eenmaal de Indianapolis 500. Door zijn rijstijl en aanpak van het racen werd hij weleens vergeleken met Mark Donohue. Hij werd ook geprezen omwille van zijn beleefdheid en trouw aan het team: toen Penske van de Champ Car naar de Indy Racing League overstapte, bleef hij trouw aan het team en gaf hij geen kritiek, ook al betekende dit dat hij zijn titel in de Champ Car niet kon verdedigen. Hij liet zich evenmin denigrerend uit over de Champ Car zoals Al Unser Jr. en anderen deden die naar een andere klasse overstapten.
Eind 2003 besloot de Ferran te stoppen met racen.
Hij werd sportdirecteur bij BAR-Honda maar verliet het team in juli 2007.
Op 29 januari 2008 kondigde de Ferran zijn terugkeer naar het circuit aan. Vanaf halverwege het seizoen 2008 reed de Ferran samen met Simon Pageneaud in de Acura ARX-01b LMP2 auto in de American Le Mans series. Na het seizoen 2009 besloot de Ferran opnieuw te stoppen met racen, wel blijft hij actief als team baas in de American LeMans series.
Gil de Ferran trouwde met de Engelse Angela, met wie hij in 1995 een dochter en in 1997 een zoon kreeg.
De Ferran overleed in december 2023 op 56-jarige leeftijd aan een hartstilstand. 